# Chủ tịch Ủy ban nhân dân tỉnh
Chủ tịch Ủy ban nhân dân tỉnh hay chủ tịch tỉnh ở Việt Nam là người đứng đầu Ủy ban nhân dân tỉnh, chịu trách nhiệm lãnh đạo Ủy ban nhân dân tỉnh, các thành viên trong Ủy ban nhân dân tỉnh, các cơ quan chuyên môn thuộc ủy ban nhân dân tỉnh nhằm đảm bảo hệ thống hành chính hoạt động thông suốt từ cấp tỉnh xuống đến cấp chính quyền cơ sở. Chủ tịch Ủy ban nhân dân tỉnh có thẩm quyền phê chuẩn kết quả bầu, miễn nhiệm bãi nhiệm, điều động, đình chỉ công tác, cách chức của Chủ tịch và Phó Chủ tịch Ủy ban nhân dân cấp huyện. Chủ tịch Ủy ban nhân dân tỉnh có thể đình chỉ việc thi hành văn bản trái pháp luật của Hội đồng nhân dân cấp huyện. Chủ tịch Ủy ban nhân dân tỉnh do Hội đồng nhân dân tỉnh bầu, miễn nhiệm, bãi nhiệm.

## Mối quan hệ với Đảng Cộng sản Việt Nam
Không có điều kiện bắt buộc Chủ tịch Ủy ban nhân dân tỉnh là đảng viên Đảng Cộng sản Việt Nam. Tuy nhiên trên thực tế, Chủ tịch Ủy ban nhân dân tỉnh ở Việt Nam thường là một đảng viên lãnh đạo Tỉnh ủy Đảng Cộng sản Việt Nam ở địa phương, thường là Phó Bí thư hoặc Phó Bí thư thường trực tỉnh ủy.